# Susann Schützel
Susann Schützel (* 21. Mai 1978) ist eine deutsche Judoka-Behindertensportlerin.

## Werdegang
Susann Schützel stammt aus Berlin, aufgewachsen ist sie jedoch in Frankfurt (Oder). Da sie von Geburt an schwer sehbehindert ist, aber trotzdem Leistungssport treiben wollte, suchte sie nach einer behinderungsgerechten Sportart und einen Verein, in dem sie eine für sie und ihre Behinderung passende Sportart ausüben konnte. Sie wurde deshalb Mitglied des JC 90 Frankfurt (Oder), der vor allem den Judosport, auch für Behinderte, anbot. In dieser Disziplin gab es nicht nur viele sehbehinderte Sportler, sondern in diesem Verein auch die Möglichkeit, an internationalen Wettbewerben teilzunehmen.
Da ihre Leistungen hervorragend waren, wurde sie bald in die deutsche Judo-Nationalmannschaft berufen und in internationalen Wettbewerben eingesetzt. Sie war bei diesen Einsätzen so erfolgreich, dass sie in ihrer Gewichtsklasse (Halbleichtgewicht bis 52 kg) dreimal Weltmeister, zuletzt 2003 bei den Weltmeisterschaften in Barcelona, wurde.
Höhepunkt ihrer sportlichen Laufbahn war ihre Teilnahme an den Paralympischen Sommerspielen 2004 in Athen: Hier erreichte sie in ihrer Gewichtsklasse bis 52 Kilogramm den 1. Platz und gewann damit eine Goldmedaille.
Für diesen Erfolg wurde sie 2005 mit dem Silbernen Lorbeerblatt ausgezeichnet.